# Tovomita aequatoriensis
Tovomita aequatoriensis är en tvåhjärtbladig växtart som beskrevs av Raymond Benoist. Tovomita aequatoriensis ingår i släktet Tovomita och familjen Clusiaceae. Inga underarter finns listade i Catalogue of Life.